# Museo Letón de la Fotografía
El Museo letón de la Fotografía (en idioma letón : Latvijas Fotogrāfijas muzejs) es un museo especializado fundado en 1993 y situado en Riga.
Instalado en una mansión que perteneció a un rico comerciante del siglo XVI surgió en 1993 como una sucursal del Museo de Historia y Navegación de Riga.
Pretende dar a conocer y preservar el legado fotográfico de Letonia por lo que realiza diferentes actividades de divulgación entre las que se incluyen exposiciones, visitas guiadas y conferencias especializadas, pero también cumple una función de archivo de negativos y libros especializados.
En la segunda planta del edificio existe una exposición permanente titulada «Desarrollo de la fotografía en Letonia entre 1839 y 1940» en la que incluye diversas técnicas fotográficas del siglo XIX, equipo fotográfico e incluso se puede contemplar un «fondo decorado» que empleó a principios del siglo XX el fotógrafo Martins Luste en la ciudad de Mazsalaca.
En su colección cuenta con unos 30.000 objetos relacionados con la fotografía tales como negativos en placas de vidrio y en película, diapositivas, fotografías en papel, tarjetas postales, álbumes y cámaras fotográficas. Una parte de la colección que incluye unas 11.000 fotografías se llama colección Strenci Photo Studio al estar especializada en la ciudad de Strenci.
Entre los fotógrafos representados en su colección se encuentran Bruno Alsins, Karlis Lakse, Juris Bokums, Girts Bokums, Zanis Legzdins, Juris Riekstins, Gustavs Zakerts, Davis Spunde, Janis Talavs y Eizens Finks.
Se realizan exposiciones temporales en la tercera planta del edificio sobre diversos autores y sus instalaciones incluyen un archivo con gran cantidad de negativos y una biblioteca.